# یاپ بوت
یاپ بوت (انگلیسی: Jaap Boot; ۱ مارس ۱۹۰۳ – ۱۴ ژوئن ۱۹۸۶) ورزشکار دو و میدانی اهل پادشاهی هلند بود.